# Setge de Metz (1870)
El Setge de Metz ocorregué durant la guerra francoprussiana, a la ciutat francesa de Metz entre el 19 d'agost i el 27 d'octubre de 1870, va acabar amb la victòria de Prússia i la rendició de la ciutat.
Després d'haver estat derrotat en la batalla de Gravelotte, el mariscal francès François Achille Bazaine es va retirar cap a la fortificació de Metz. Allà va ser assetjat el 19 d'agost de 1870 pel II Exèrcit de Prússia dirigit pel príncep Frederic Carles de Prússia. Els francesos van intentar trencar el setge primer per Noiseville i més tard per Bellevue, però van ser rebutjats en ambdues ocasions. L'exèrcit francès de Châlons sota el comandament del mariscal Patrice de Mac-Mahon, en anar en ajuda de Metz, va ser destruït en la batalla de Sedan. Bazaine va ser obligat a retre la totalitat del seu exèrcit el 27 d'octubre d'aquest mateix any i fet presoner fins a 1873. Amb aquesta acció, el Segon Exèrcit de Prússia va quedar lliure per combatre l'exèrcit francès a la zona del riu Loira.